# Heinz Drescher

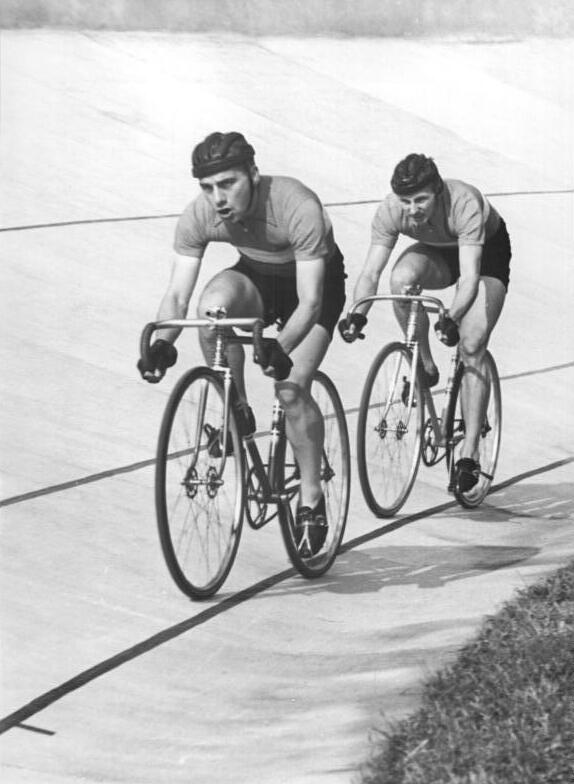
Ronald Maraun und Heinz Drescher (1955)

Heinz Drescher (* 28. April 1921 in Berlin; † 11. Dezember 2000 in Pirna) war ein deutscher Radsportler, der in den 1950er Jahren in der DDR aktiv war.

## Sportliche Laufbahn
Drescher begann 1937 mit dem Radsport beim Verein Wima-Derby Berlin, konnte aber nur an internen Vereinsrennen teilnehmen, weil er sich nicht der Hitler-Jugend (HJ) angeschlossen hatte. So startete er bei Rennen des Deutschen Radfahrer-Verbandes erst in der Männerklasse. Er wechselte nach dem Krieg zum SC Einheit Berliner Bär / SC Einheit Berlin. Nach dem Zweiten Weltkrieg startete er häufig bei Aschenbahnrennen. Dabei gewann er 1947 allein 27 Siegerschleifen. 1947 gewann er den Titel in der Mannschaftsverfolgung bei den Deutschen Meisterschaften der Amateure in Köln. Seinen ersten Start als Berufsfahrer absolvierte er am 4. April 1948 vor 35.000 Zuschauern im Stadion Berlin-Mitte. Dabei gewann er überraschend den Sprint gegen Werner Bunzel und konnte sich über ein Preisgeld von 1.000 Mark freuen – ein gelungener Einstand. 1949 gewann er den Großen Preis von Berlin. 1950 und 1951 wurde er bei den Berufsfahrern DDR-Meister im Sprint. Bei den Deutschen Meisterschaften in der Bundesrepublik wurde er 1951 2. hinter Georg Voggenreiter. Drescher startete auch zweimal beim Berliner Sechstagerennen (mit Heinz Holthüter), schied aber beide Male aus. 1952 Ließ er sich reamateurisieren und trat dem SC Einheit Berliner Bär bei. 1952 wurde er erneut DDR-Meister im Sprint, diesmal in der Amateurklasse (1954 wurde er Dritter). Weitere nationale Titel gewann er in der Mannschaftsverfolgung 1954 mit Fritz Jährling, Werner Malitz und Knöchelmann, sowie 1955 im 1000-Meter Zeitfahren. Auf dem Tandem gewann er mit Jürgen Simon 1955 die Silbermedaille bei der DDR-Meisterschaft. 1953 und 1954 siegte er im internationalen Sprintturnier „Neun Trümpfe“ auf der Bahn in der Werner-Seelenbinder-Halle in Berlin. Im Mai 1956 trat er vom aktiven Radsport zurück.

## Privates
Er ist der Vater des später erfolgreichen Bahnsprinters Christian Drescher.